# Hieracium jaworowae
Hieracium jaworowae — вид рослин із родини айстрових (Asteraceae).

## Середовище проживання
Зростає у Європі (Румунія, Україна).